# Pancho Ibáñez
Juan Francisco Ibáñez Echeverría, más conocido como Pancho Ibáñez (Flores, Buenos Aires; 2 de julio de 1944), es un presentador de televisión y locutor argentino.  

## Biografía
Es hijo de un diplomático argentino y de Violeta Echeverría, una inmigrante uruguaya. Posee ambas nacionalidades. Sus padres se conocieron a comienzos de la década del 40 en Montevideo, donde el estudiaba una carrera universitaria, se casaron y se trasladan a Buenos Aires. Debido al trabajo de su padre como diplomático en la adolescencia se trasladó a España, donde estudió Derecho en la Universidad de Santiago De Compostela, profesión que nunca ejerció y conoció a su esposa Sofia.
En la década de 1970 se desempeñó en la emisora internacional Radio Nederland Wereldomroep con sede en Hilversum, Países Bajos. También vivió algunos años en España, donde trabajó como actor, conociendo allí a su actual esposa Sofía, de nacionalidad española.
De regreso en Argentina, a partir de la década de 1980 fue conductor de diversos programas de radio y televisión. En la primera se destacó el ciclo Cada Mañana es un Mundo por Radio El Mundo. En la segunda condujo, entre otros: los deportivos Estadiovisión (Canal 11, 1980-1982) y El deporte y el hombre (Canal 13, 1983-1984 y 1990; ATC, 1985-1988; América TV, 1992), los evocativos Historias (ATC, 1986-1987), La aventura del descubrimiento (Canal 9, 2003), Desafío Volver (Volver, 2013) y La centuria (Canal 13, 2001), el concurso Tiempo de Siembra (Canal 13, 1995-2000).
También ha sido la voz y la cara de importantes campañas publicitarias, como por ejemplo de la empresa láctea La Serenísima.
Su afición al deporte hizo que sea el Impulsor del triatlón IronMan en la Argentina e ideólogo del Tetratlón de chapelco que ya superó las treinta ediciones.
Junto a Antonio Carrizo y Juan Alberto Badía, se lo considera como parte de una élite de «locutores ilustrados» que han marcado estilo e historia en el Río de la Plata.
Pancho Ibáñez es primo hermano de la reconocida periodista y locutora, Florencia Ibáñez, galardonada en cuatro oportunidades con el Premio Martín Fierro por su destacada labor en Radio Continental.

## Filmografía
| Año  | Film                           | Detalles |
| ---- | ------------------------------ | --- |
| 1966 | Las locas del conventillo      | Con Olinda Bozán, Irma Córdoba, Rodolfo Crespi, María Rosa Fugazot, Analía Gadé, Pepita Muñoz, Inés Murray, Mecha Ortiz, Vicente Parra, Concha Velasco y Eduardo Bergara Leumann; banda de sonido: «María y la otra» |
| 1982 | Casi no nos dimos cuenta       | Dirigida y escrita por Antonio Ottone; con Ingrid Pelicori, Daniel Fanego y Arturo Bonín. |
| 1983 | Superagentes y titanes         | Como un periodista. |
| 1991 | La peste                       | Como locutor. |
| 1996 | Poliladron                     | Como un comisario. |
| 2000 | Nathán, el peluche asesino     | Cortometraje; episodio «Programación maldita», como él mismo. |
| 2001 | El retrato de Felicitas        | Docudrama histórico/fantástico dirigido y escrito por Alexis Puig; con Jean Pierre Noher y Jorge Dorio; estrenado el 12 de enero de 2001.                                                                            |
| 2003 | La aventura del descubrimiento | Serie de televisión, como él mismo. |
| 2004 | Dolores de casada              | Con Mirta Busnelli y Javier Lombardo. |